# کریستوفر سالیوان
کریستوفر سالیوان (انگلیسی: Christopher Sullivan؛ زادهٔ ۱۸ آوریل ۱۹۶۵) بازیکن فوتبال اهل ایالات متحده آمریکا بود.
از باشگاه‌هایی که در آن بازی کرده‌است می‌توان به باشگاه فوتبال سن‌خوزه ارث‌کوئیکز، باشگاه فوتبال بروندبی، باشگاه فوتبال دیوری ای‌تی‌او، و باشگاه فوتبال هرتابرلین اشاره کرد.
وی همچنین در تیم ملی فوتبال ایالات متحده آمریکا بازی کرده‌است.